# Circunscripción electoral de Stanley del Oeste

Mapa de ubicación de la Circunscripción electoral de Stanley del Oeste.

Stanley del Oeste (West Stanley) fue una circunscripción electoral del Consejo Legislativo de las Islas Malvinas que existió desde 1977 hasta 1985. La circunscripción fue creada en 1977 con la puesta en práctica de una enmienda del Consejo Legislativo de ese año, y fue abolida sólo ocho años más tarde, cuando la Constitución de las Islas Malvinas entró en vigor en 1985. El distrito electoral de West Stanley eligió a un miembro del Consejo Legislativo y consistió en la zona occidental de la ciudad capital, Puerto Argentino/Stanley. Ahora forma parte de la circunscripción electoral de Stanley. Stuart Barrett Wallace representó la circunscripción hasta 1981 y John Edward Cheek desde ese año hasta la abolación del distrito.